# Horrea Galbana
Gli Horrea Galbana (più anticamente noti come Horrea Sulpicia) erano dei magazzini annonari nell'antica Roma, situati nei pressi dell'antico porto fluviale dell'Emporium e dietro la Porticus Aemilia (con orientamento diverso), come testimonia anche la Forma Urbis Severiana.

## Storia e descrizione
Vari frammenti delle pareti riapparsero durante la costruzione del moderno quartiere Testaccio, in più punti. La costruzione era stata effettuata interamente in opera reticolata di tufo (l'esempio più antico conosciuto di questa tecnica), ed era organizzata attorno a tre grandi cortili rettangolari e porticati, sui quali si aprivano le tabernae.
La costruzione primitiva dovette risalire alla fine del II secolo a.C., ad opera probabilmente del console Servio Sulpicio Galba (che aveva dato il nome di Sulpicia), la cui tomba, il primo monumento funebre individuale conosciuto a Roma, fu trovata nelle vicinanze (108 a.C.). Nel I secolo d.C. vennero restaurati dall'imperatore Galba, in onore probabilmente del suo antenato.